# Thrakien (Landschaft)

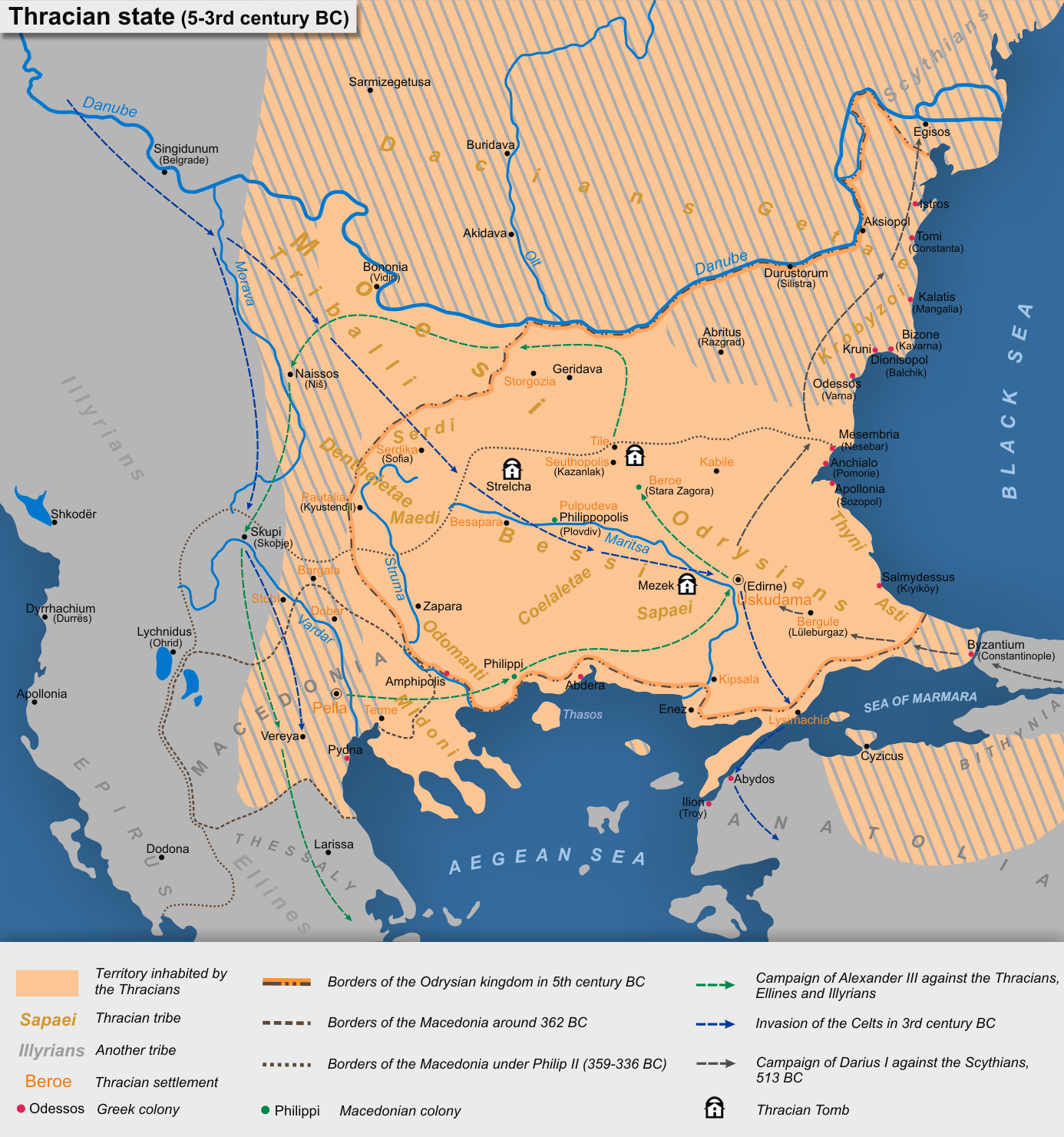
Gebiet der Thraker im 5. bis 3. Jahrhundert v. Chr.

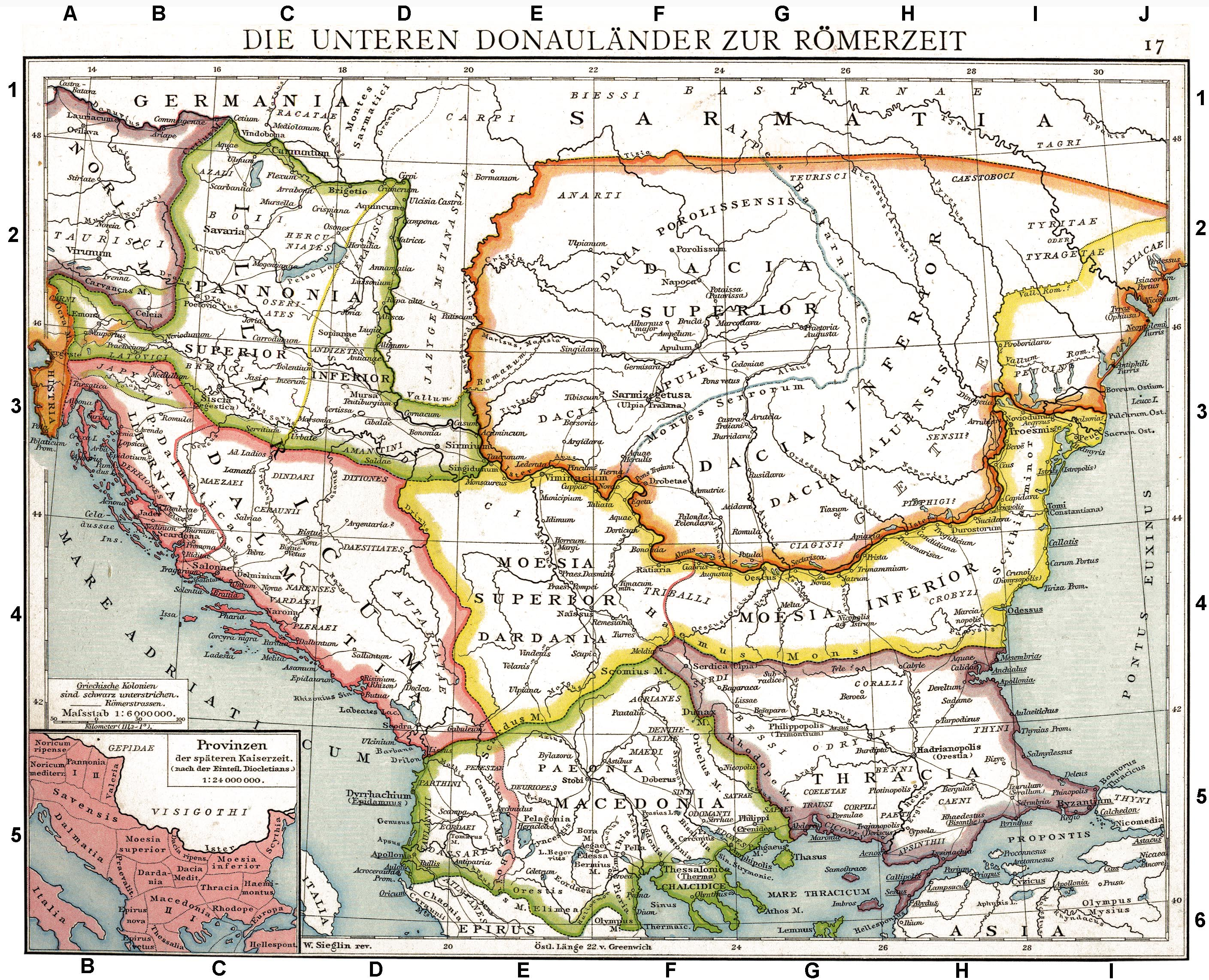
Südosteuropa zu Zeiten der Römer

Thrakien oder Thrazien (altgriechisch Θρᾴκη Thrakē [ionisch Θρηΐκη Thrēḯkē, episch kontrahiert auch Θρῄκη Thrḗkē], neugriechisch Θράκη Thráki, bulgarisch Тракия Trakija, türkisch Trakya) ist eine Landschaft auf der östlichen Balkanhalbinsel, die heute zu den Staaten Bulgarien, Griechenland und Türkei gehört. Das östliche Thrakien befindet sich im europäischen Teil der Türkei. Der Name der Landschaft leitet sich wahrscheinlich von ihren Bewohnern, dem Volk der Thraker, ab.
Die Begriffe von Volk und Land der Thraker sind von schwankender Ausdehnung und können sowohl ethnisch als auch territorial nicht immer klar definiert werden. Der Volks- und Landesname ist bei Homer in ionischer Form überliefert: das Volk als θρήιχες thrḗiches, das Land als θρήχη thrḗchē und das entsprechende Adjektiv lautet θρήιχιος thrḗichios.
Als Ost- und Südgrenze Thrakiens stehen seit der Antike die Küsten des Schwarzen Meers, Marmarameers und der Ägäis fest. Die Nordgrenze wurde vom Istros (untere Donau) oder aber später wie heute vom Hauptkamm des Haimos (Balkangebirge) gebildet. Als Grenze zu der im Westen gelegenen Landschaft Makedonien werden seit der Antike die Flüsse Vardar oder Struma oder Mesta genannt. Daraus ergibt sich eine beträchtliche Schwankung in der Ausdehnung Thrakiens in nördlicher und westlicher Richtung.

## Geographie

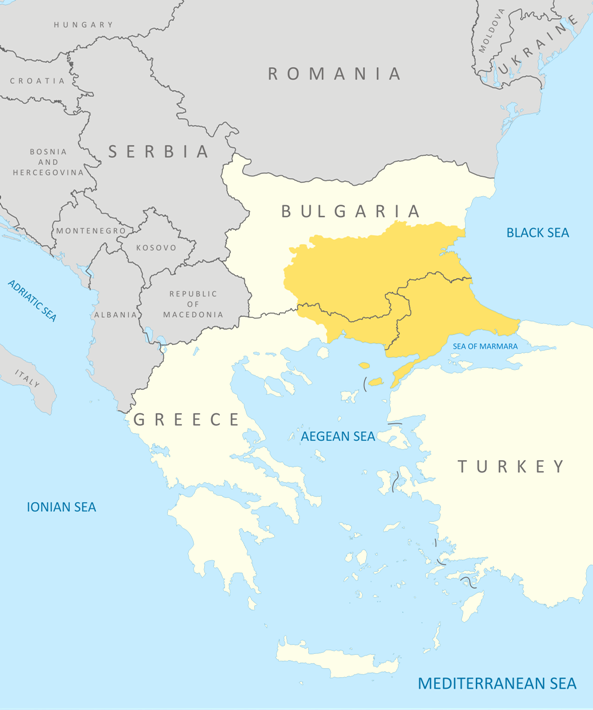
Die ungefähren Grenzen Thrakiens heute

Heute liegen ca. 57 % (42.161 km²) thrakischen Landes in Bulgarien, ca. 31 % (23.384 km²) in der Türkei (der gesamte europäische Teil der Türkei) und ca. 12 % (8.586 km²) in Griechenland.
Thrakien ist in verschiedene Landschaften gegliedert und von drei Meeren (Schwarzes Meer, Thrakisches Meer der nördlichen Ägäis und Marmarameer/Dardanellen) umgeben. Im Westen liegen das Rhodopengebirge und im Osten das Strandscha- und Sakargebirge. Der Fluss Mariza durchfließt fast die gesamte Landschaft und trennt mit seinem Unterlauf das griechische Westthrakien vom türkischen Ostthrakien. Er bildet dort großenteils die natürliche Grenze zwischen Griechenland und der Türkei.
Die Grenze Thrakiens beginnt am Kap Emine an der bulgarischen Schwarzmeerküste und führt nach Westen weiter entlang der Linie Golubec, Ichtimanska Sredna Gora und Schumnatica bis zum Berg Musala im Rilagebirge. Vom Musala führt sie nach Osten über die Rhodopen (Videnica) zur bulgarisch-griechischen Grenze bei Kaintschal. Von hier verläuft sie nach Süden nach Nestos in Griechenland und weiter zur Ägäis.
Die Oberthrakische Tiefebene (bulgarisch Горнотракийска низина) befindet sich in Bulgarien und ist dort die größte Tiefebene des Landes. Sie wird im Norden durch das Gebirge Sredna Gora (Средна Гора) begrenzt (einem niedrigen Vorgebirge des Balkangebirges) und im Süden durch die Rhodopen (Родопите). Die Tiefebene ist 180 Kilometer lang, 50 Kilometer breit und im Mittel 168 Meter hoch und umfasst ein Gebiet von 6.000 km². Durch sie fließt der Fluss Mariza (Evros). Insgesamt ist das Relief flach mit Ausnahme von kleinen Hügeln in der Nähe von Plowdiw und Tschirpan.
Damit gehören zu Thrakien:
- die bulgarischen Verwaltungsgebiete: Burgas, Sliwen, Jambol, Stara Sagora, Chaskowo, Plowdiw, Kardschali, Pasardschik und Smoljan (Nordthrakien)
- die griechischen Regionalbezirke Xanthi, Rodopi und Evros (Westthrakien)
- die türkischen Provinzen: Kırklareli, Tekirdağ, Edirne, sowie die europäischen Teile von Istanbul und Çanakkale (Ostthrakien)

Zu Thrakien gehören auch die Ägäis-Inseln Samothraki als Teil der griechischen Präfektur Evros sowie Imbros, die Teil des türkischen Canakkale ist. Auch die bulgarischen Schwarzmeerinseln (Sweti Iwan, Sweta Anastasia und weitere) werden zu Thrakien gezählt.
An der Schwarzmeerküste, an der Marmarameerküste und an den Dardanellen findet man sehr unterschiedliche Landschaften und Klimazonen, hügelige Landschaften mit Sonnenblumen und Weizenfeldern. An der türkischen Schwarzmeerküste gibt es nur einige kleine Siedlungen, während die Marmarameerküste von Istanbul bis Tekirdağ stark bebaut ist.
Die Saros-Bucht zwischen Griechenland und der Türkei zählt zu den saubersten Tauchplätzen im Mittelmeer, weil es dort keine Industrie und Städte gibt.
Spuren von Bergbau lassen sich in Thrakien archäologisch bis in prähistorische Zeit zurückverfolgen. Darstellungen auf Münzen der Stadt Philippopolis weisen auf Bergbau im Rhodopen-Gebirge hin. Bedeutsam waren Bergbau und Metallverarbeitung im Strandscha-Gebirge. Bei den heutigen Orten Sabernowo, Malko Tarnowo und Gramatikowo wurde seit der Antike Erz gewonnen. Bei Malko Tarnowo wurde jedoch, wie bei Sosopol und Burgas, vorwiegend Kupfer gewonnen. Entsprechende Schmelzöfen wurden in dessen Nähe lokalisiert. In einem Apollon-Tempel bei Malko Tarnowo wurde eine Weihinschrift (von 155/156 n. Chr.) entdeckt, die Straton, Leiter einer Gruppe Eisenbergwerke errichten ließ. Die Inschrift stammt vielleicht von Leuten, die in den Eisenbergwerken bei Demirköy (Malak Samokov) tätig waren.

## Geschichte

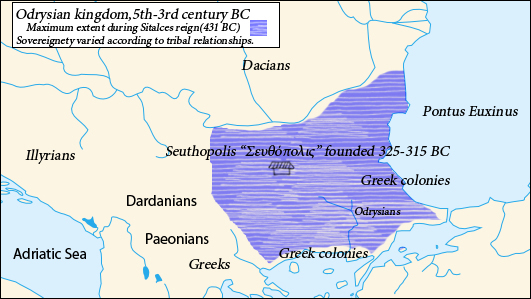
Odrysischer Staat im 4. Jahrhundert v. Chr.

Unter Thrakien verstand man in der Antike das Gebiet, das nördlich von Griechenland bis zu den Skythen lag, östlich von Makedonien und der Region Epirus bis ans Schwarze Meer reichte und vom Volk der Thraker besiedelt war, jedoch nicht das nördlich gelegene Dakien und die Geten mit einschloss. Der Sage nach war Thrakien Heimat des Orpheus, Dionysos und des Apollon.
513 v. Chr. wurde Thrakien von den Persern unter Dareios I. durchquert und somit erobert, dabei heiratete Dareios eine Tochter des Getenkönigs. Das Volk der Thraker bildete um 450 v. Chr. ein gemeinsames Reich. Die südlichen Teile davon standen im Spannungsfeld der griechisch-persischen Kriege unter persischer Herrschaft. In dieser Zeit zerfielen die Thraker in viele Völkerstämme. Unter ihnen spielten die Odrysen die führende Rolle, die oft mit Athen verbündet waren. Im 5. Jahrhundert v. Chr. entstanden in Thrakien lokale Zentren. Im Jahr 341 v. Chr. mussten die Thraker die makedonische Vorherrschaft durch König Philipp II., Vater Alexanders des Großen, anerkennen. Nach dem Tode Alexanders fiel das Gebiet an Lysimachos, der 306/5 v. Chr. zum König von Thrakien gekrönt wurde. Im 3. Jahrhundert v. Chr. kam es zum Einfall keltischer Stämme, die jedoch besiegt werden konnten. Ein Teil der verbliebenen keltischen Krieger gründete um die Stadt Tylis ein Fürstentum in Thrakien und ein anderer Teil wanderte nach Anatolien ein (Galater).

Die römischen Provinzen unter Trajan (117 n. Chr.)

Im Jahr 44 n. Chr. wurde die römische Provinz Thrakien (lateinisch Thracia) eingerichtet. Die Bedeutung, die Thrakien für die griechische Welt besessen hatte, behielt das Land auch in der römischen Epoche bei. In römischer Zeit wurden für das Gebiet von Makedonien, Illyrien, Mösien und Kleinasien begrenzt.
Mit der Reichsteilung von 395 wurde Thrakien als Umland der Hauptstadt Konstantinopel das Zentrum des Oströmischen oder Byzantinischen Reiches. Westlich Konstantinopels wurde zur Abwehr der Bulgaren das Thema Thrakien eingerichtet (erstmals 687 erwähnt). Vor der Eroberung der Stadt im Jahre 1453 ließ Sultan Mehmet der Eroberer dort seine schlagkräftigsten Kriegsmaschinen herstellen.
1878 wurde nach dem Berliner Kongress aus Nordthrakien die autonome Provinz Ostrumelien innerhalb des Osmanischen Reiches konzipiert, die einen großen Teil Thrakiens einnahm. Diese konnte sich nach einem Staatsstreich 1885 mit dem Fürstentum Bulgarien vereinen. In den Balkankriegen 1912–1913 eroberte Bulgarien auch Westthrakien. 1914 ordnete die osmanische Regierung die Ausweisung der Griechen aus Ostthrakien an, begleitet wurde die Umsetzung von Plünderungen. Im April 1917 wurden schließlich auch die letzten verbliebenen Griechen in die asiatische Türkei deportiert. Im Vertrag von Sèvres 1920 musste Bulgarien Westthrakien endgültig an Griechenland abtreten. Muslime verschiedener Ethnien aus dem Balkan, die vor allem aus Bulgarien und Griechenland vertrieben wurden, siedelten sich in Ost-Thrakien an.
Die Landschaft ist seit 2010 Namensgeber für die Trakiya Heights, ein Gebirge im Grahamland auf der Antarktischen Halbinsel.

### Zeittafel
| Jahr/Zeitperiode                          | Ereignis |
| ----------------------------------------- | --- |
| Ende des 8. Jahrhunderts v. Chr.          | Beginn der griechischen Kolonisation an der südthrakischen Küste |
| 5. Jahrhundert v. Chr.                    | Konsolidierung der Herrschaft der Odrysen in Thrakien |
| 3. Viertel des 5. Jahrhunderts v. Chr.    | Sitalkes wird König der Odrysen |
| 424–410 v. Chr.                           | Seuthes I. wird König der Odrysen |
| ca. 383–360 v. Chr.                       | Kotys I. ist König der Odrysen, nach der Ermordung von Kotys zerfällt das Odrysenreich in drei Teile.                                                                           |
| 342/1 v. Chr.                             | Der Makedonienkönig Philipp II. erobert das letzte odryssische Teilreich. |
| ca. 330–295 v. Chr.                       | Einfall der Kelten nach Thrakien, Makedonien und Ellada |
| seit dem Ende des 2. Jahrhunderts v. Chr. | Kriegerische Auseinandersetzung der Römer mit thrakischen Stämmen |
| 87 v. Chr.                                | Lucius Cornelius Sulla Felix unterwirft den thrakischen Stamm der Mäder |
| 74–65 v. Chr.                             | 3. Mithradischer Krieg: M. Lucullus besiegt die Bessen und den Polis Apollonia Pontica und zerstört letzteren sowie Philippopolis und andere thrakische Städte.                 |
| 73–71 v. Chr.                             | Sklavenaufstände in Italien unter der Führung des Thrakers Spartacus |
| 29/28 v. Chr.                             | Moesische Kriege des M. Licinius Crassus |
| 27 v. Chr. bis 14 nach Chr.               | Regierungszeit des Kaisers Augustus |
| 12/13 nach Chr.                           | Nach dem Tode des romfreundlichen Thrakerkönigs Rhoimetalkes I. wird das Odryssen-Reich durch Einflussnahme des römischen Kaisers geteilt.                                      |
| Um 12/15                                  | Einrichtung der Provinz Moesia an der unteren Donau |
| 19                                        | Der romfreundliche Thrakerkönig Kotys III. wird von seinem Onkel und Gegenkönig Rhauskouporis ermordet. Der römische Kaiser Tiberius lässt daraufhin Rhauskouporis ermorden.    |
| 21 und 25                                 | Aufstände von Thrakern gegen die Römerherrschaft und den romfreundlichen Klientelkönig                                                                                          |
| 45                                        | Der thrakische König Rhoimetalkes III., der in Rom erzogen wurde, wird ermordet und die römische Provinz Thrakien wird eingerichtet.                                            |
| 150/160                                   | Hungeraufstände in der Provinz Thrakien |
| um 170                                    | Einfälle der Kostoboken auf die Balkanhalbinsel |
| 235                                       | Der Thraker Maximinus Thrax wird von seinen Soldaten zum römischen Kaiser ausgerufen.                                                                                           |
| um 240                                    | Beginn der Barbareneinfälle auf die Balkanhalbinsel |
| 250/251                                   | Goten plündern Philippopolis |
| 251                                       | Kaiser Decius wird bei Abrittus in einer Schlacht mit den Goten ermordet. |
| 284–305                                   | Kaiser Diokletian führt Reformen der Verwaltung und der Militärorganisation durch und teilt die Provinz Thrakien in sieben kleinere Einheiten und besucht mehrmals die Provinz. |
| 312/313                                   | Mailänder Edikt, durch das das Christentum als gleichberechtigte Religion akzeptiert wird                                                                                       |
| 330                                       | Gründung von Konstantinopel als neue Reichshauptstadt |
| 364/365                                   | Usurpation von Procopius mit Unterstützung gotischer Föderaten aus Thrakien |
| 9. August 378                             | Schlacht von Adrianopel: Das römische Heer unter Kaiser Valens wird vernichtend geschlagen, der Kaiser getötet.                                                                 |
| 390/391                                   | Verwüstung Thrakiens durch gotische Föderaten |
| 1. Hälfte des 5. Jahrhunderts             | Wiederholte Barbareneinfälle unter Führung des Hunnenkönigs Attila führen zu schweren Verwüstungen in den moesischen und thrakischen Provinzen.                                 |
| ca. 493                                   | Erscheinen der ersten Bulgaren südlich der Donau |
| ca. 520                                   | Ankunft der ersten Slawen auf der Balkanhalbinsel |
| 527–565                                   | Regierungszeit des Kaisers Justinian I., der die zerstörte Städte in Thrakien wieder aufbauen und befestigen lässt.                                                             |
| ca. 580–600                               | Kriege mit den Awaren und den mit ihnen verbündeten Slawen, die mit der Aufgabe der Grenzprovinzen an der Donau enden                                                           |
| 678                                       | Ansiedlung der Bulgaren unter Asparuch nördlich des Balkangebirges |
| 680/681                                   | Vertragliche Anerkennung des bulgarischen Reiches durch den byzantinischen Kaiser Konstantin IV.                                                                                |
| 8. bis 14. Jahrhundert                    | Thrakien wird als Grenzgebiet durch die kriegerischen Auseinandersetzungen zwischen Bulgaren und Byzantiner ständig bedroht.                                                    |
| 1453                                      | Nachdem das osmanische Reich das bulgarische Thrakien 1396 eroberte, erobert es 1453 Konstantinopel und die letzten byzantinischen Gebiete Thrakiens.                           |

## Thrakische Kultur
Thrakien ist als „das goldene Reich des Orpheus“ (Homer) eine der ältesten Kulturlandschaften Europas und bekannt durch seine Philosophen. Überall in Thrakien, vor allem in der Oberthrakischen Tiefebene, kann man auf die Reste der alten Kulturen und historischen Plätze stoßen. Viele davon sind kaum erforscht und wenig bekannt. In der Landschaft sieht man thrakische Dolmen und Tumuli (thrakische Königsgräber).

## Sehenswürdigkeiten
Die thrakischen Gebiete Bulgariens, Griechenlands und der Türkei warten mit einer Vielzahl an Grabhügeln, Ausgrabungsstätten und Museen zur Thrakischen Kultur auf. Ein wichtiger Ort ist der Thrakische Tempel Perperikon in den Ostrhodopen. Das Heiligtum befindet sich auf einem Felsengipfel (470 m) und 15 km von der Stadt Kardjali entfernt. Daneben fließt der goldhaltige Perperikischka Fluss. Der Tempel war vermutlich auch Heiligtum des Dionysos (Thrakischer Gott der Erde). Im Jahre 2002 sind hier Holzteilchen vom heiligen Jesus-Kreuz entdeckt worden, welche im Museum der Stadt Kardjali zu sehen sind. Das Museum hat ca. 27.000 Exponate, darunter viele aus thrakischer Zeit.
Weitere international bekannte Fundorte sind die Gräber von Aleksandrowo (Mitte des 4. Jahrhunderts v. Chr.), Panagjurischte (4.–3. Jahrhundert v. Chr.), Blagoewgrad (erste Hälfte des 4. Jahrhunderts v. Chr.), das „Tal der thrakischen Könige“ mit zahlreichen Fürstengräbern.
Aus römischer Zeit haben sich in den Städten Adrianopel, Karasura, Trimontium, Ulpia Augusta Trajana, Augusta, Diospolys, Anchialos und Deultum Reste antiker Bauwerke erhalten.

## Bevölkerung

### Nordthrakien (Bulgarien)
Die Bevölkerungsstruktur des bulgarischen Teils Thrakiens setzt sich aus mehrheitlich Bulgaren, Türken, Pomaken und Xoraxane-Roma (Muslimische Roma) zusammen. Auch Nachfahren der vertriebenen ethnischen Bulgaren aus dem benachbarten griechischen und türkischen Teilen Thrakiens (siehe Thrakische Bulgaren), leben vornehmlich in dieser Region.
Die größten Städte im bulgarischen Teil Thrakiens:
- Plowdiw/Plovdiv (Пловдив) 377.909 Einwohner, zweitgrößte Stadt Bulgariens
- Burgas (Бургас) 229.742 Einwohner, bedeutende Hafenstadt, derzeit Sitz der Schwarzmeermarine Bulgariens
- Stara Sagora (Стара Загора) 181.508 Einwohner
- Sliwen (Сливен) 147.157 Einwohner
- Pasardschik (Пазарджик) 132.585 Einwohner
- Chaskowo (Хасково) 116.717 Einwohner
- Jambol (Ямбол) 85.966 Einwohner
- Pasardschik (Пазарджик) 76.161 Einwohner
- Dimitrowgrad (Димитровград) 41.840 Einwohner

### Westthrakien (Griechenland)
Die griechische Region Thrakien hat heute eine Bevölkerung von 366.139 Einwohnern (Stand 2001) und eine Fläche von 8.578 km².
Im griechischen Thrakien leben mehrheitlich Griechen, ein Teil der heutigen griechischen Bevölkerung wurde einst aus dem Pontos, Anatolien oder dem benachbarten Ostthrakien (europäische Türkei) vertrieben. In den 1990er Jahren wurden Russland-Griechen angesiedelt, diese sind jedoch mangels Arbeitsplätzen in der Region zumeist in die Ballungsgebiete gezogen. Den Rest der Bevölkerung Westthrakiens stellen eine zahlenmäßig bedeutende türkische Minderheit (Eigenbezeichnung: Westthrakientürken) und Pomaken dar, die in den Statistiken zusammen mit den Xoraxane-Roma muslimischen Roma lediglich als „muslimische Einwohner Westthrakiens“ erfasst werden. Griechenland stützt sich bei dieser unpräzisen Art der Datenerfassung auf den Vertrag von Lausanne. Nach Angaben einer Studie der Athener Akademie sind es 105.000 Muslime in Westthrakien (Stand 1995). Die Griechische Botschaft Berlin gibt eine Zahl von 120.000 Muslimen in Westthrakien an.
Die wichtigsten Städte in Westthrakien sind (Angaben aus dem Jahr 2001):
- Alexandroupoli 52.720 Einwohner
- Komotini 52.659 Einwohner
- Xanthi 52.270 Einwohner
- Orestiada 21.730 Einwohner
- Didymoticho 18.898 Einwohner

### Ostthrakien (Türkei)
Das türkische Thrakien wird heute überwiegend von anatolischen Türken, die durch das Besiedlungsgesetz (İskân Kanunu) von 1934 angesiedelt wurden, und den Nachkommen von Muhacir (Balkan-Türken), den Gadschalen (Muslimischen Gagausen), die Türkisch-Muslimische Einheimische Bevölkerung Ost-Thrakiens, Pomaken (Muslime aus Bulgarien), sowie muslimischen Roma, die sich selbst Romanlar nennen, bewohnt. Während des Bevölkerungsaustauschs zwischen Griechenland und der Türkei handelt es sich mehrheitlich um gemäß dem Vertrag von Lausanne umgesiedelte griechische Muslime, die Vallahaden (Patriyotlar) aus der griechischen Region Makedonien, sowie um muslimische Meglenorumänen (Karacaovalilar aus dem Dorf Notia), die sich selbst Nantinets nennen und Krimtataren.
Die türkische 1. Armee ist in Ostthrakien stationiert.
Die wichtigsten Städte im türkischen Teil Thrakiens (Angaben aus dem Jahr 2008):
- Çorlu 200.577 Einwohner
- Edirne 138.222 Einwohner
- Tekirdağ 137.962 Einwohner
- Silivri 111.636 Einwohner
- Lüleburgaz 100.412 Einwohner
- Çerkezköy 67.617 Einwohner
- Kırklareli 61.880 Einwohner
- Keşan 54.189 Einwohner